# Citizen Erased
«Citizen Erased» — песня британской альтернативной рок-группы Muse с их второго альбома Origin of Symmetry. Песня длится 7 минут и 21 секунду, что делает её самой продолжительной из песен группы после «The Globalist» (10 минут 7 секунд) с альбома Drones. Конец трека плавно переходит в следующую за ней композицию «Micro Cuts». Название песни является отсылкой к известному роману Джорджа Оруэлла «1984».

## Чарты
В июле 2007 года один из фан-сайтов Muse начал кампанию, чтобы она попала в чарты самого скачиваемого трека с различных легальных ресурсов. Трек достиг первого места по скачиванию с 7digital, но не смог этого сделать в Official UK Top 40, тем не менее достигнув 122-го места.